# W rytmie disco
W rytmie disco (oryg. Dancin' Days) – brazylijska telenowela, emitowana od 10 lipca 1978 do 26 stycznia 1979 przez stację Rede Globo. W Polsce wyświetlana przez TVP1 od 2 sierpnia 1987 do 10 stycznia 1988.

## Fabuła
Julia Matos, po jedenastu latach pobytu w więzieniu, próbuje odzyskać miłość córki, Marisy, którą w tym czasie wychowywała jej siostra Yolanda Pratini.

### Obsada
| Aktorzy                 | Postaci                                   |
| ----------------------- | ----------------------------------------- |
| Sônia Braga             | Júlia de Souza Matos                      |
| Joana Fomm              | Yolanda de Souza Matos Pratini            |
| Antônio Fagundes        | Carlos Eduardo Souza Prado Cardoso (Cacá) |
| Reginaldo Faria         | Hélio                                     |
| Pepita Rodrigues        | Carmem Lúcia Santos (Carminha)            |
| Cláudio Corrêa e Castro | Franklin Prado Cardoso                    |
| José Lewgoy             | Horácio Pratini                           |
| Yara Amaral             | Áurea Santos                              |
| Beatriz Segall          | Celina Souza Prado Cardoso                |
| Milton Moraes           | Jofre da Silva Maia                       |
| Ary Fontoura            | Ubirajara Martins Franco                  |
| Lídia Brondi            | Vera Lúcia (Verinha)                      |
| Glória Pires            | Marisa de Souza Matos                     |
| Lauro Corona            | Paulo Roberto Souza Prado Cardoso (Beto)  |
| Sura Berditchevsky      | Inês Santos Fragoso                       |
| Eduardo Tornaghi        | Raul de Castro Mello                      |
| Gracinda Freire         | Alzira da Silva Maia Neves                |
| Ivan Cândido            | Aníbal Fragoso                            |
| Cleyde Blota            | Emília de Castro Mello                    |
| Jacqueline Laurence     | Solange Rocha                             |
| Mauro Mendonça          | Arthur Meireles Steiner                   |
| Regina Vianna           | Neide                                     |
| Mário Lago              | Alberico Santos                           |
| Lourdes Mayer           | Ester Santos                              |
| Chica Xavier            | Marlene                                   |
| Renato Pedrosa          | Everaldo                                  |
| Mira Palheta            | Bibi Nascimento Leal                      |
| Neuza Borges            | Madalena de Jesus (Madá)                  |
| Roberto de Cleto        | Dr. Sílvio Müller                         |
| Maria Lúcia Dahl        | Maria Lúcia de Andrade                    |
| Diana Morel             | Anita                                     |
| Clemente Viscaíno       | China                                     |
| Selma Lopes             | Jandira                                   |
| Marina Miranda          | Edwiges (Divige)                          |
| Osmar de Mattos         | Ricardo                                   |
| Suzana Queiroz          | Leila                                     |
| Rejane Schumann         | Luciana                                   |